# Dinheiro Vivo
Dinheiro Vivo  é uma telenovela brasileira exibida pela Rede Tupi de 6 de agosto de 1979 a 26 de janeiro de 1980 em 149 capítulos. Sucedeu Salário Mínimo e antecedeu Drácula, uma História de Amor na faixa das 19 horas. Escrita por Mário Prata, teve direção de José de Anchieta.
Contou com as atuações de Ênio Gonçalves, Márcia Maria, Luiz Armando Queiroz, Sérgio Mamberti, Rodolfo Mayer, Pedro Paulo Rangel e Flávio Galvão nos papeis principais.
Dos 149 capítulos originalmente exibidos, apenas 4 foram preservados, estando sob a guarda da Cinemateca Brasileira.

## Sinopse
Douglas Fabiani é apresentador do programa de TV Três Milhões de Cruzeiros, uma competição de perguntas e respostas. Para disputar o prêmio, surge Zé Márcio, um ex-seminarista que responde sobre o Papa João XXIII. Ao vê-lo na TV, Flávia, dona de uma butique, reconhece no candidato seu ex-namorado Guto, que, no passado, participou de movimentos estudantis e foi dado como morto em 1969 quando fugia de uma caçada a estudantes na Via Dutra. Flávia, que está prestes a se casar com Eduardo, fica atordoada com a dúvida de se Zé Márcio e Guto seriam a mesma pessoa.
Além de Zé Márcio, o programa conta com a participação, entre outros, da ingênua Joaninha, que vem do interior para responder sobre a vida do cantor Roberto Carlos, faz sucesso no game show e passa a apresentá-lo com Douglas Fabiani. Também participam o funcionário público Pacheco, que responde sobre Marilyn Monroe; Garapa, que se submete ao desafio respondendo perguntas sobre o Corinthians; Amanda, sobre a escola de samba carioca Mangueira; e Luiz Roberto, sobre o Conde Drácula.

## Elenco
| Ator/Atriz           | Personagem                                        |
| -------------------- | ------------------------------------------------- |
| Ênio Gonçalves       | José Márcio Garcia de Oliveira (Zé Márcio) / Guto |
| Márcia Maria         | Flávia                                            |
| Luiz Armando Queiroz | Douglas Fabiani                                   |
| Sérgio Mamberti      | Dr. Leonardo Pacheco                              |
| Rodolfo Mayer        | Nonô                                              |
| Pedro Paulo Rangel   | Babito                                            |
| Flávio Galvão        | Eduardo                                           |
| Maitê Proença        | Joana Albuquerque (Joaninha)                      |
| Lia de Aguiar        | Isildinha                                         |
| Imara Reis           | Marilu                                            |
| Henrique Lisboa      | Luiz Roberto Galvão                               |
| Walter Breda         | Menezes                                           |
| Walter Prado         | Juca                                              |
| Dênis Derkian        | Carlinhos                                         |
| Wilma de Aguiar      | Ema                                               |
| Luiz Serra           | Gabriel                                           |
| Vera Paxie           | Marlene                                           |
| Cristina Pereira     | Garapa                                            |
| Heraldo Galvão       | Tadeu                                             |
| Annamaria Dias       | Amanda Xavier                                     |
| Heloísa Arruda       | Dias                                              |
| Marisa Sanches       | Gumercinda                                        |
| Oscar Felipe         | Malta                                             |
| Paulo Betti          | Caco                                              |
| Susana Lakatos       | Celinha                                           |
| Fátima Ribeiro       | Shirley                                           |
| Abrahão Farc         | Amadeu                                            |
| Marcos Rosembaum     |                                                   |
| Luiz Carlos Laborda  |                                                   |
| Geny Prado           |                                                   |
| Renato Consorte      |                                                   |
| Eunice Mendes        |                                                   |

## Trilha sonora
O long play da trilha sonora nacional da novela foi lançado em 1979 pela GTA - Gravações Tupi Associadas S/A. A seleção de repertório foi de Carlos Alberto Borba e a coordenação musical, de Júlio Medaglia.
| N.º | Título                 | Música            | Tema     | Duração |  |
| 1.  | "Open Space"           | Airto Moreira     | Abertura | 3:04    |  |
| 2.  | "Sob Medida"           | Fafá de Belém     |          | 3:16    |  |
| 3.  | "Rola Bola"            | Emílio Santiago   | Garapa   | 2:27    |  |
| 4.  | "Dr. Pacheco"          | Raul Seixas       |          | 3:12    |  |
| 5.  | "Criaturas"            | Walter Franco     |          | 3:55    |  |
| 6.  | "Malacaxeta"           | Pepeu Gomes       |          | 4:32    |  |
| 7.  | "Tem Dinheiro Nisso"   | Harmony Cats      |          | 2:45    |  |
| 8.  | "Dez Anos (Diez Años)" | Gal Costa         | Flávio   | 3:18    |  |
| 9.  | "Raios da Manhã"       | Peninha           |          | 4:05    |  |
| 10. | "Detalhes"             | Ricardo Braga     | Joaninha | 4:41    |  |
| 11. | "A Desculpa"           | João Luiz Wildner |          | 3:18    |  |
| 12. | "Danças do Ni"         | Bendegó           |          | 2:35    |  |